# Доусон, Нил
Фрэнсис Нил Доусон (англ. Francis Neil Dawson, родился 6 ноября 1948 года, Крайстчерч) — скульптор из Новой Зеландии, наиболее известный своими масштабными гражданскими изделиями из алюминия и нержавеющей стали, часто выполненными с использованием решётки естественных форм, которые между собой образуют геометрическое целое.

## Биография
Родился в Крайстчерче в 1948 году. Сын священника Джона Брента Доусона и его жены Флоренс Эмили (урождённая Карлайл), детство прошло в Мастертоне, Петоне и Гастингсе, среднее образование получил в школе для мальчиков Гастингса.
Учась в четвёртом классе, Доусон забрался в актовый зал и нарисовал на крыше большими белыми буквами «Первоапрельский дурак». Это событие попало на первую полосу газеты «Hawke’s Bay Herald-Tribune», и Доусон считает это «началом [своей] карьеры в паблик-арте».
Доусон учился в Кентерберийском университете (1966—1969), его педагогами были Расс Уильямс, Том Тейлор и Эрик Даудни. Он получил диплом дизайнера (с отличием), а затем провёл год в педагогическом колледже. Затем получил с помощью гранта Совета искусств королевы Елизаветы II диплом о высшем образовании в области скульптуры Викторианского колледжа искусств в Мельбурне в 1973 году. По возвращении четыре года водил грузовик.
Преподавал рисунок и дизайн в Крайстчерчском политехническом институте с 1975 по 1983 год.
В 1990 году Доусон был награждён Медалью памяти Новой Зеландии 1990 года. В 2003 году он получил премию Фонда искусств Новой Зеландии в номинации «Лауреат искусств», а под новый 2004 год он стал кавалером Новозеландского ордена «За заслуги» за свою профессиональную деятельность.

## Творчество
Самые известные произведения Доусона включают «Чашу», большой перевернутый конус на Соборной площади Крайстчерча и Папоротники, сферу, созданную из металлических листьев папоротника, на Гражданской площади Веллингтона. Основные зарубежные заказы включают глобус для Центра Помпиду в Париже и Canopy для Художественной галереи Квинсленда в Брисбене.
Небольшие работы Доусона часто создают иллюзию используя такие оптические узоры, как муар. Многие из этих работ настенные, хотя есть отдельные произведения, в которых используются такие повседневные узорчатые предметы, как формы игральных карт и посуда с узором из ивы.
Занимался скульпторой с конца 1980-х годов. С конца 1980-х он работал в бывшем зале Oddfellows' Hall в Линвуде.
Доктор Майкл Данн, почётный профессор Оклендского университета и бывший глава Эламской школы изящных искусств, описал Доусона в своей книге «Скульптура Новой Зеландии: история» следующим образом:
Скульптура Доусона индивидуальна, уникальна и легко узнаваема. На самом деле его скульптуры нарушают условности в своей легкости, прозрачности и бегстве от условностей приземленной демонстрации на пьедестале.

В книге Данна есть фотография Папоротника на суперобложке. Фанфары сняты с Сиднейского моста Харбор-Бридж
Скульптура Доусона «Фанфары» впервые была подвешена к мосту Харбор-Бридж в Сиднее в канун 2005 года. Скульптура состоит из 350 отражающих вертушек, расположенных в виде сферы. Лорд-мэр Сиднея Кловер Мур впоследствии подарил скульптуру городскому совету Крайстчерча. После долгого хранения в конце концов было решено установить Fanfare рядом с государственной автомагистралью 1 к югу от моста через реку Ваймакарири, чтобы приветствовать посетителей, прибывающих в город с севера. Fanfare были официально представлены 10 июня 2015 года мэром Лианн Далзил и Доусон. Далзил, имея в виду первую инсталляцию Fanfare в Сиднее и разрушительные землетрясения в Крайстчерче, сказал на церемонии:
    сегодня кажется, что он вернулся домой, и это действительно будет большое заявление о том, что наш город и что он собирается стать

Доусон был более скромным и описал свои работы как «просто шар с несколькими пропеллерами на нем».
Spiers расположен на Латимер-сквер в Крайстчерче.
В феврале 2014 года шпили Доусона были установлены на Латимер-сквер в Крайстчерче. Работа была вдохновлена попытками Доусона нарисовать по памяти разрушенный шпиль собора Крайстчерча. Первоначально планировалось, что скульптура будет парить над центром Латимер-сквер вдоль оси Вустер-стрит, чтобы была достигнута визуальная связь с собором Крайстчерча. Однако в настоящее время он находится в южной половине Латимер-сквер, недалеко от Картонного собора. В 2012 году к Доусону обратился инженер-строитель, чтобы узнать, не хочет ли он спроектировать ещё одну скульптуру для Крайстчерча, и, когда он согласился, она пожертвовала своим временем, чтобы заняться структурным проектированием инсталляции.

## Галерея

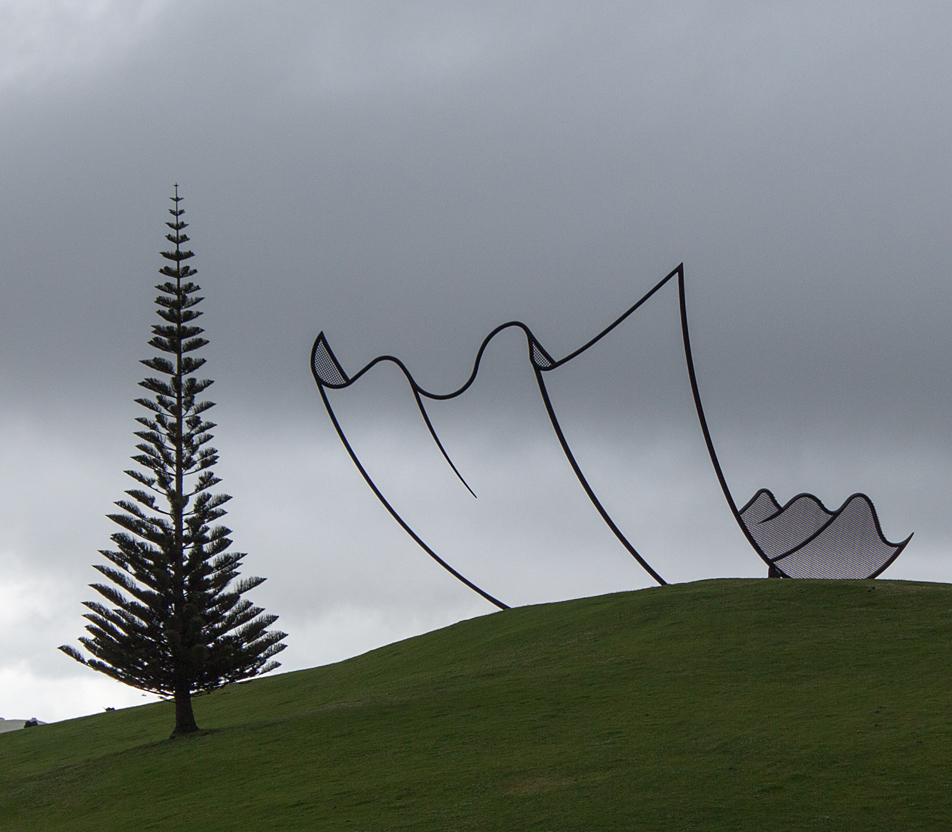
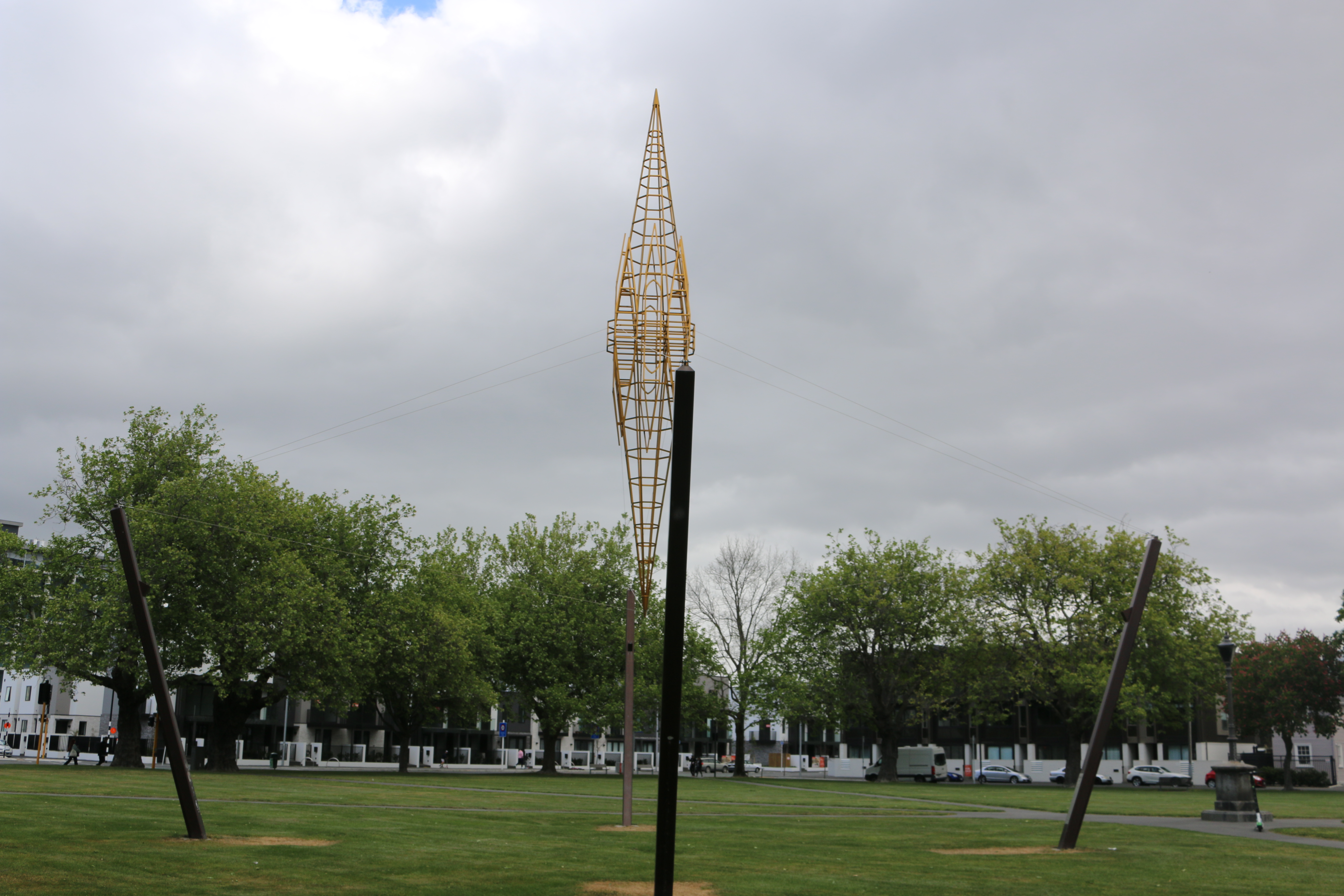
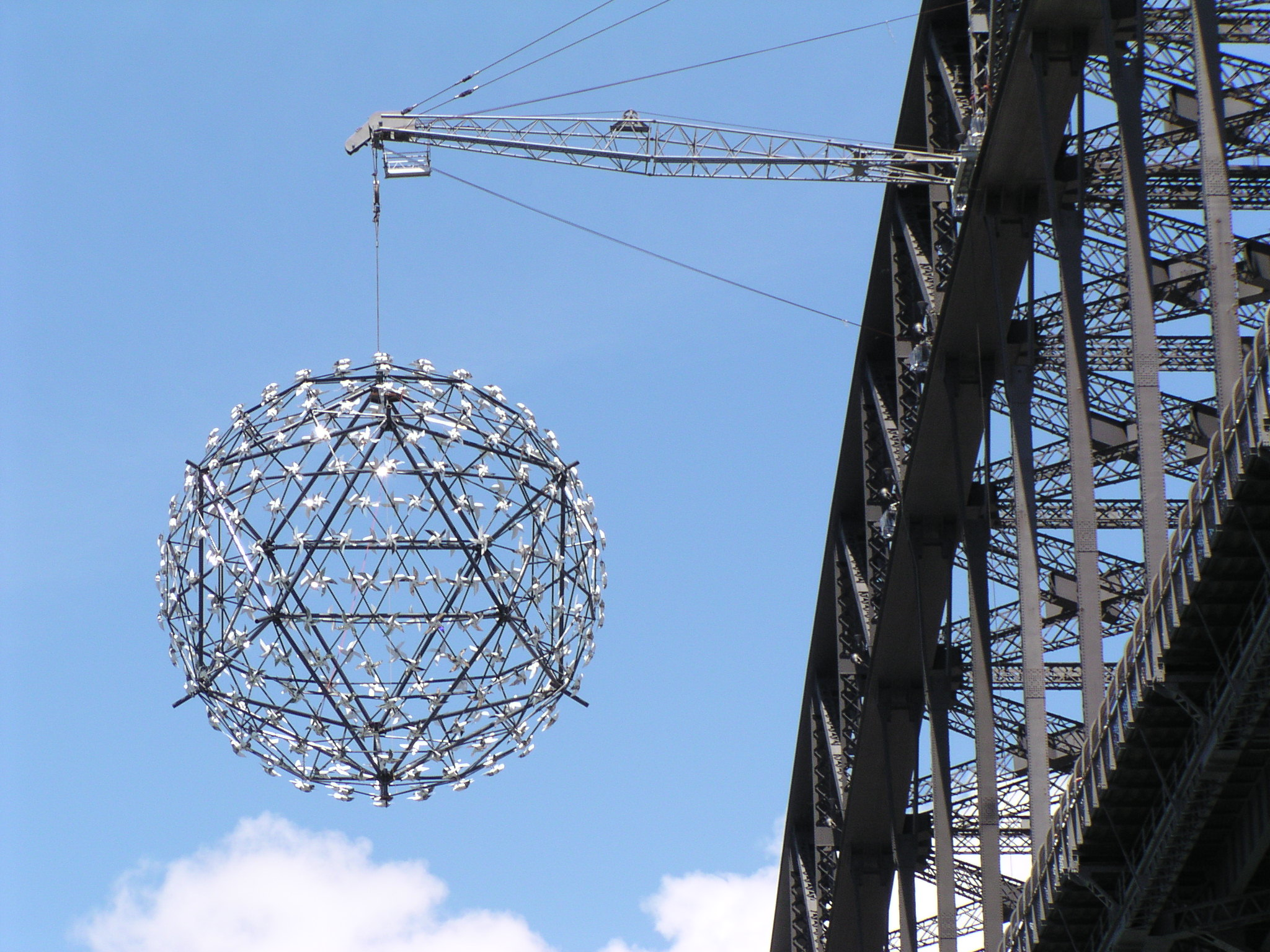
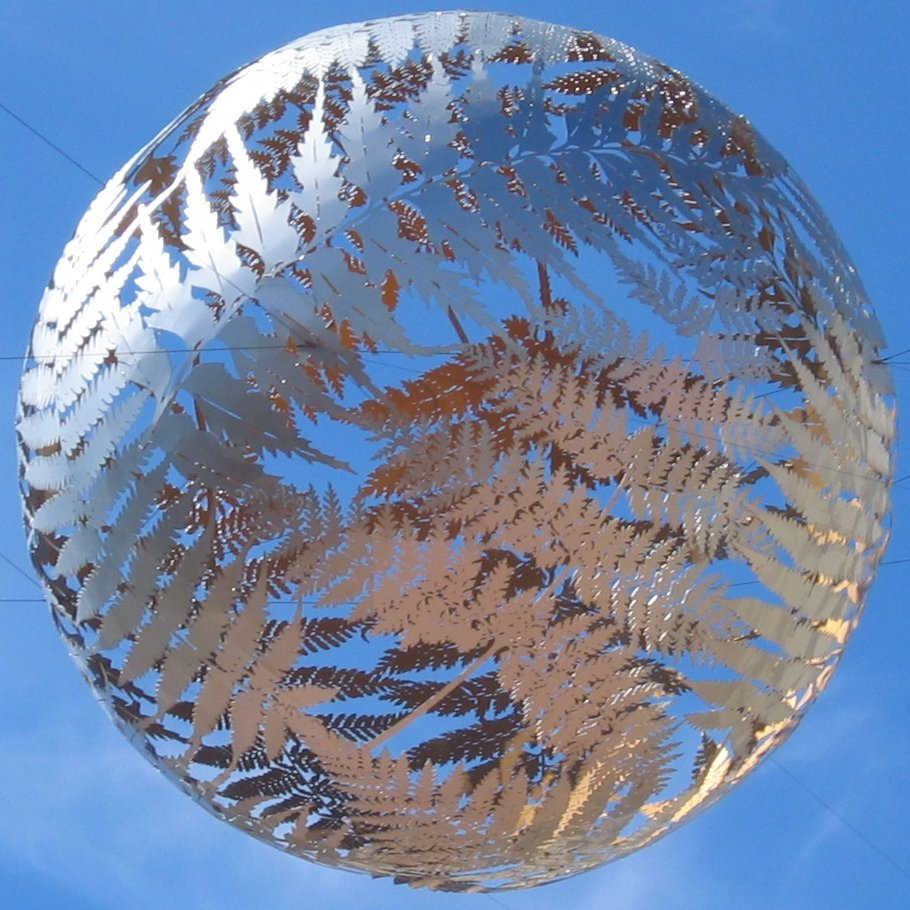